# سيدني شابيرو
سيدني شابيرو (بالإنجليزية: Sidney Shapiro)‏ (بالصينية: 沙博理) هو شاعر قانوني ‏ ومترجم ومؤلف وكاتب صيني وأمريكي، ولد في 23 ديسمبر 1915 في بروكلين في الولايات المتحدة، وتوفي في 18 أكتوبر 2014 في بكين في الصين.